# Potenza di due
In matematica, una potenza di due è ogni numero intero potenza del numero due, ovvero che si può ottenere moltiplicando due per sé stesso un certo numero di volte. Una potenza di due è anche 1, in quanto 20 = 1. Scritta nel sistema binario, una potenza di due assume sempre la forma 10000...0, somigliando alle potenze di 10 nel sistema decimale.

## Informatica
Visto che il due è la base del sistema binario, le potenze di due sono importanti in informatica. In particolare, 2n è il numero di modi in cui possono essere disposti i bit in un intero di lunghezza n, quindi i numeri che sono inferiori di uno ad una potenza di due indicano il limite massimo degli interi nei computer e nei linguaggi di programmazione (che è uguale alla potenza di due meno uno, e non alla potenza di due stessa, in quanto il limite inferiore è 0 e non 1). Di conseguenza, numeri del genere sono frequenti nel software. Ad esempio, nel videogioco La leggenda di Zelda per il Nintendo Entertainment System ad 8 bit, si potevano raccogliere fino ad un massimo di 255 rupie: il numero veniva registrato in uno spazio di un byte, che è lungo 8 bit, quindi il valore massimo era 28 - 1  = 255.
Le potenze di due misurano anche la memoria dei computer. Un nibble equivale a una quaterna (22) di bit, un byte equivale ad otto (23) bit, mentre un kilobyte (o più precisamente un kibibyte) equivale a 1.024 (210) byte. Quasi tutti i registri dei processori hanno dimensioni che sono potenze di due (32 nella maggioranza dei personal computer attuali).
Occorre prestare attenzione a non confondere il numero di bit con i valori (o combinazioni) che questi sono in grado di rappresentare (la quantità di informazioni): ricordando che ogni bit può assumere 2 valori (zero e uno), un byte, ovvero una sequenza di 8 bit, è in grado di rappresentare 28, ovvero 256, valori o elementi diversi. Per comprendere meglio:
00000000 = 0

00000001 = 1

00000010 = 2

00000011 = 3

....

11111111 = 255
Vi sono quindi 256 combinazioni o valori rappresentabili da un byte. Di conseguenza, un byte è composto da 8 (23) bit ma è in grado di rappresentare (28) 256 valori diversi.
Le potenze di due si possono trovare anche in molti altri tecnicismi. In molti hard disk almeno uno fra la dimensione dei settori, il numero di settori per traccia ed il numero di tracce per piatto è una potenza di due. La dimensione logica dei blocchi è quasi sempre una potenza di due.
In molte situazioni, come nel caso delle risoluzioni video, si trovano numeri che non sono potenze di due, ma possono essere scritte come la somma di due o tre potenze di due, o di potenze di due meno uno. Ad esempio, 640 = 512 + 128 e 480 = 32 × 15. Detto in altro modo, si tratta di numeri con scritture binarie molto semplici (in termini specifici, scritture con bassa complessità di Kolmogorov).

## Matematica
Nell'ambito della matematica le potenze di due forniscono i numeri dei sottoinsiemi degli insiemi finiti: più precisamente 2n è il numero dei sottoinsiemi di un insieme di n elementi. Se si distinguono i sottoinsiemi con 0, 1, 2, ..., n elementi si arriva alla seguente significativa identità combinatoria:
{\displaystyle \sum _{k=0}^{n}{n \choose k}=2^{n}}
In teoria dei numeri un numero primo che è minore di uno rispetto ad una potenza di due che ha per esponente un numero primo è chiamato numero primo di Mersenne. Ad esempio, il numero primo 31 è un primo di Mersenne in quanto 25-1 = 31.
C'è inoltre un teorema che asserisce che un qualsiasi numero naturale non nullo è esprimibile come somma finita di potenze di due. Di seguito una dimostrazione:
Sia k un numero naturale, non nullo e pari. Per induzione partendo dal caso iniziale k=2, si vede che è scrivibile come 21, quindi è verificato. Assunto quindi vero per un naturale pari non nullo generico k, verifichiamo che sia vero per il successivo, ovvero k+2:
{\displaystyle k+2=(2^{a}+2^{b}+2^{c}+...)+2^{1}} con {\displaystyle a,b,c} naturali e, solo nel caso {\displaystyle k} pari, non nulli.
Si nota che se non è presente nella somma la potenza di {\displaystyle 2} con esponente 1 allora è automaticamente verificato che {\displaystyle k+2} è scrivibile come somma di potenze di due, se invece è presente, allora la si eliminerà e si aggiungerà una potenza {\displaystyle 2^{2}}, poiché {\displaystyle 2^{1}+2^{1}=2^{1}\cdot 2^{1}=2^{1+1}=2^{2}}. A questo punto come prima, se non è presente questa potenza allora la prova è finita, se no la si elimina e si aggiunge una potenza a esponente maggiore. Dato che la somma che determina {\displaystyle k} è finita, il processo iterativo converge in una somma finita ed è finita la dimostrazione. Per il caso dispari si procede allo stesso modo tenendo conto che il caso base sarà {\displaystyle 1=2^{0}}. Unendo i due risultati si ricoprono tutti i numeri naturali positivi non nulli per cui il teorema è dimostrato.
Questo teorema ha una simpatica applicazione nei giochi di prestigio matematici: si prendano 5 tabelle con 15 caselle ciascuna e nella prima casella si scrivano progressivamente, una per tabella, le potenze di 2 da 0 a 4. Si scrivano poi su un foglio i numeri da 1 a 30 come somma di potenze di due (sempre possibile per il teorema appena dimostrato, si ricordi di scrivere questa somma con al massimo un termine per ogni esponente, ad esempio non va scritto 15=20+21+22+22+22, ma 15=20+21+22+23). Si riempiano quindi le tabelle alla seguente maniera:
| 1  | 3  | 5  | 7  | 9  |
| -- | -- | -- | -- | -- |
| 11 | 13 | 15 | 17 | 19 |
| 21 | 23 | 25 | 27 | 29 |

| 2  | 3  | 6  | 7  | 10 |
| -- | -- | -- | -- | -- |
| 11 | 14 | 15 | 18 | 19 |
| 22 | 23 | 26 | 27 | 30 |

| 4  | 5  | 6  | 7  | 12 |
| -- | -- | -- | -- | -- |
| 13 | 14 | 15 | 20 | 21 |
| 22 | 23 | 28 | 29 | 30 |

| 8  | 9  | 10 | 11 | 12 |
| -- | -- | -- | -- | -- |
| 13 | 14 | 15 | 24 | 25 |
| 26 | 27 | 28 | 29 | 30 |

| 16 | 17 | 18 | 19 | 20 |
| -- | -- | -- | -- | -- |
| 21 | 22 | 23 | 24 | 25 |
| 26 | 27 | 28 | 29 | 30 |

Così da avere nelle tabelle tutti i numeri che hanno la potenza corrispondente al primo numero della tabella nella somma di potenze che li determinano. A questo punto basta far scegliere casualmente un numero da 1 a 30 al giocatore e mostrarli in sequenza le tabelle chiedendo per ognuna se il numero pensato si trova tra quelli scritti. Alla fine il numero che ha scelto è la somma delle prime caselle (ovvero delle potenze di 2) delle tabelle in cui ha affermato ci fosse il numero che aveva pensato. Ad esempio, se dice che il numero è presente nella seconda, quarta e quinta tabella, allora sta pensando al numero {\displaystyle 2+8+16=2^{1}+2^{3}+2^{4}=26}.

## Le prime quaranta potenze di due
| 2 1 | = | 2     |     | 211 | =         | 2 048 |   | 221           | =   | 2 097 152 |                   | 231 | = | 2 147 483 648 |
| 2 2 | = | 4     | 212 | =   | 4 096     | 222   | = | 4 194 304     | 232 | =         | 4 294 967 296     |     |   |               |
| 2 3 | = | 8     | 213 | =   | 8 192     | 223   | = | 8 388 608     | 233 | =         | 8 589 934 592     |     |   |               |
| 2 4 | = | 16    | 214 | =   | 16 384    | 224   | = | 16 777 216    | 234 | =         | 17 179 869 184    |     |   |               |
| 2 5 | = | 32    | 215 | =   | 32 768    | 225   | = | 33 554 432    | 235 | =         | 34 359 738 368    |     |   |               |
| 2 6 | = | 64    | 216 | =   | 65 536    | 226   | = | 67 108 864    | 236 | =         | 68 719 476 736    |     |   |               |
| 2 7 | = | 128   | 217 | =   | 131 072   | 227   | = | 134 217 728   | 237 | =         | 137 438 953 472   |     |   |               |
| 2 8 | = | 256   | 218 | =   | 262 144   | 228   | = | 268 435 456   | 238 | =         | 274 877 906 944   |     |   |               |
| 2 9 | = | 512   | 219 | =   | 524 288   | 229   | = | 536 870 912   | 239 | =         | 549 755 813 888   |     |   |               |
| 210 | = | 1 024 | 220 | =   | 1 048 576 | 230   | = | 1 073 741 824 | 240 | =         | 1 099 511 627 776 |     |   |               |

## Potenze di due i cui esponenti sono potenze di due
Poiché le moderne celle di memoria e registri hanno spesso un numero di bit che è una potenza di due, le potenze di due che si trovano più frequentemente sono quelle in cui anche l'esponente è a sua volta una potenza di due:
| 2 | = | 21   |
| 4 | = | 2    |
| 16 | = | 24   |
| 256 | = | 28   |
| 65 536                                                                                                  | = | 216  |
| 4 294 967 296                                                                                           | = | 232  |
| 18 446 744 073 709 551 616                                                                              | = | 264  |
| 340 282 366 920 938 463 463 374 607 431 768 211 456                                                     | = | 2128 |
| 115 792 089 237 316 195 423 570 985 008 687 907 853 269 984 665 640 564 039 457 584 007 913 129 639 936 | = | 2256 |

Molti di questi numeri indicano il numero di valori rappresentabili usando i comuni tipi di dato. I primi minicomputer degli anni 1970 disponevano di indirizzi di soli 16 bit e le loro memorie centrali non potevano superare i 64 kibibyte (allora si scriveva 64K). Negli anni 1980 cominciò a diventare comune la possibilità di servirsi di word di 32 bit (4 byte) per rappresentare 232 valori distinti, che possono essere interpretati come semplici liste di bit o, come più comunemente accade, come un intero privo di segno da 0 a 232-1 o come un intero con segno fra -231 e 231-1. Nei microprocessori più recenti vengono usate doubleword di 64 bit, che consentono di rappresentare gli interi naturali da 0 a 264-1 o gli interi relativi fra -263 e 263-1.

## Altre potenze di due notevoli
- 224 = 16 777 216: il numero di colori diverso che possono essere rappresentati in truecolor, come nella maggioranza degli schermi per computer. Questo numero risulta dall'uso del sistema RGB a tre canali, con 8 bit per ogni canale, e quindi 24 in totale.
- 248 = 281 474 976 710 656: estensione del truecolor, supportata da diverse macchine fotografiche digitali e scanner di fascia medio-alta. Viene codificato sempre in RGB ma con i singoli canali Red Green Blue da 16 bit l'uno. Molti formati grafici (JPEG, TIFF, TGA, ...) sono stati adattati per supportare questa modifica. Viene anche chiamato RGB161616.

## La leggenda sulla nascita degli scacchi
Una leggenda legata alle potenze di due e che spiega come è facile farsi ingannare quando si ha a che fare con i numeri è la leggenda sulla nascita degli scacchi.
Secondo una leggenda indiana, l'inventore degli scacchi fu Sessa, maestro di un principe. Con questo gioco Sessa voleva far capire che il successo del comandante deriva dalla giusta armonia tra lui ed i suoi sottoposti, così come accade al Re degli scacchi, il quale, per quanto sia il pezzo più importante, non può vincere senza l'appoggio dei pedoni e degli altri pezzi. Il principe fu molto colpito dalla sagacia del gioco e promise a Sessa qualunque cosa egli avesse richiesto come ricompensa.
In premio Sessa chiese un chicco di grano per la prima casella, due per la seconda, quattro per la terza e così via, sempre raddoppiando fino alla sessantaquattresima casella. Sembrava una richiesta modesta, e Sessa fu deriso da molti: avrebbe potuto chiedere molto oro, ma apparentemente si stava accontentando di qualche chilo di grano.
Il principe ordinò che la richiesta fosse esaudita ma, dopo che i contabili di palazzo ebbero calcolato
il numero dei chicchi promessi, la verità venne presto rivelata: si trattava di pagare al furbo Sessa ben 264-1 chicchi (cioè la somma di 1+2+22+23+....+263) equivalenti a 18.446.744.073.709.551.615 chicchi, una quantità che non avrebbe potuto essere raggiunta neppure con i raccolti di tutto il mondo messi insieme.
Ci sono diverse versioni su come reagì il principe, una volta scoperto l'importo del conto da pagare.